# John Kenneth Turner
John Kenneth Turner (1879-1948) fue un escritor y periodista nacido en Oregón, Estados Unidos.
A los 17 años publicó su primer periódico titulado "Stockton Saturday Night" dedicado a denunciar políticos y empresarios corruptos. Turner fue estudiante de la Universidad de California y se casó con la profesora Ethel Duffy Turner. La pareja se estableció en San Francisco; pero el terremoto de 1906 los obligó a trasladarse a Portland y luego a Los Ángeles, donde Turner obtuvo un empleo como reportero del diario Los Angeles Express.
Conoció a Ricardo Flores Magón y a otros integrantes del Partido Liberal Mexicano que se encontraban presos en Estados Unidos entre 1908 y 1909. Turner entonces viajó a México para corroborar lo que los liberales le habían contado, haciéndose pasar por un hombre de negocios que, acompañado por su "traductor" (en realidad, se trataba del abogado, escritor y activista Lázaro Ildefonso Gutiérrez de Lara Salazar). De esa ingeniosa manera, logró testimonios únicos sobre la situación de la esclavitud en México, en los tiempos más sanguinarios del porfiriato. Sus experiencias las narró en el libro titulado México bárbaro, donde logró de manera premonitoria aventurar que la situación social tendría, tarde o temprano que explotar en una revolución armada. En 1915 regresó a México para reseñar la ocupación estadounidense del Puerto de Veracruz (acción que Turner condenó con vehemencia). Posteriormente publicó otros dos libros sobre México: ¿Quién es Pancho Villa? y La intervención en México y sus nefastos factores. Al año siguiente estuvo de retorno en México y escribió sendos artículos sobre la expedición punitiva de Pershing a territorio mexicano, en busca de Francisco Villa.[cita requerida]
En abril de 1917, como invitado del senador Robert M. La Follette, Turner presenció al presidente Woodrow Wilson dando su mensaje de guerra al Congreso. Desde ese momento, se opuso vigorosamente a la guerra con México. Sus puntos de vista sobre Wilson los expresó vivamente en su libro ¿Será de nuevo?. Al término de la guerra, y aun con peligro de nuevas intervenciones estadounidenses en México, Turner publicó su obra Manos fuera de México. En 1921 visitó Cuernavaca, donde entrevistó al general zapatista Genovevo de la O Jiménez sobre cuestiones agrarias.[cita requerida]
Su último libro, titulado Un desafío a Karl Marx (Challenge to Karl Marx) se publicó en 1941, luego de una pausa de varios años de inactividad.
Durante una etapa de su vida, John Kenneth Turner adoptó un seudónimo debido a sus posturas políticas. Pasó el resto de su vida como agente de bienes raíces en Carmel con su segunda esposa, Adriana Spadoni. Se cree que fue enterrado en la ciudad de Salinas, California pero algunos historiadores sostienen que fue cremado y sus cenizas, junto con las de su esposa, fueron colocadas en una tumba no identificada.

## Participación en la Revolución mexicana

### Decéna Trágica y cautiverio
Turner fue testigo del cuartelazo de Victoriano Huerta conocido como la Decena Trágica. Fue detenido por una brigada felicista en los alrededores de la Ciudadela mientras tomaba fotografías del suceso como parte de su trabajo como periodista. Durante su cautiverio, Turner tuvo la oportunidad de entrevistarse con el embajador de los Estados Unidos, Henry Lane Wilson, cuyas ideas políticas se inclinaban más por los intereses del emergente gobierno golpista. Turner fue obligado por Wilson a confesar su verdadera identidad; hecho que implicaba reconocerse como el autor de la polémica obra, México Bárbaro. En cuanto el periodista descubrió su identidad, fue condenado a muerte por el general Manuel Mondragón bajo el cargo de conspirar en el asesinato de Félix Díaz. Wilson abandonó al periodista a su suerte. El fusilamiento de Turner fue pospuesto en varias ocasiones, hasta el día en que finalmente fue liberado por los militares felicistas; un día después del triunfo de los golpistas. Tras su liberación regresó a los Estados Unidos, en donde publicó su experiencia en el New York World.

### Intervención estadounidense de 1914
Durante la intervención de los Estados Unidos en México de 1914, Turner volvió a expresar su postura política, claramente antiimperialista. Durante este periodo sus escritos representarón una fuerte oposición frente a los discursos que apoyaban la invasión estadounidense.

### Inclinación carrancista
La Revolución Mexicana fue una lucha fragmentada en tres grandes facciones encabezadas por Francisco Villa, Emiliano Zapata y Venustiano Carranza. En este contexto, Turner se inclinó por el grupo lidereado por Carranza. Sus tendencias personales, coincidirían con el trabajo que le sería asignado por Antonio I. Villareal, ex-magonista y hombre de los ejércitos del varón de Cuatro Ciénagas, que lo invitó escribir a favor del movimiento. 
Carranza era consciente de la importancia que jugaban los medios, y consideraba importante contar con articulistas que apoyaran su causa. Villareal contrató a Turner como escritor a sueldo como lo expresó en una carta dirigida al líder coahuliense: 

"Desde hace tiempo comisioné al Lic. Lázaro Gutiérrez de Lara para que diera conferencias anti-villistas en México y Estados Unidos; recorrió Coahuila con buen éxito y ahora está en San Antonio Tex. Agradeceré a Ud. Ordene al Cónsul le entregue mensualmente fondos necesarios para sus gatos personales. También comisioné al notable escritor John K. Turner, autor de Bárbaros México [sic], para que diera a conocer en magazines y periódicos las tendencias reaccionarias del villismo: dedicará 7 meses a este trabajo. Le entregué mil dólares comprometiéndome a darle otros mil para sus gastos según lo fuera necesitando; actualmente se encuentra en el Paso, Texas.

A partir de entonces, y hasta 1920, la pluma de Turner fue puesta al servicio de Carranza, contribuyendo de manera decisiva en la conformación de su imagen. Como se lee en la cita, parte de sus funciones consistieron también en la publicación de escritos en contra de Villa. Turner no fue el único periodista estadounidense que participó de la discusión política del momento. Lincoln Steffens, al igual que él, apoyó las medidas emprendidas por Carranza, y John Reed, por ejemplo, escribió a favor de Zapata.

## Obra
| Año  | Título                                            |
| ---- | ------------------------------------------------- |
| 1910 | México Bárbaro                                    |
| 1915 | ¿Quién es Pancho Villa?                           |
| 1915 | La intervención en México y sus nefastos factores |
| 1920 | Manos fuera de México                             |
| 1922 | ¿Será de nuevo?                                   |
| 1941 | Un desafío a Karl Marx                            |